# Jayden Martinez
 Jayden Martinez  (ur. 9 stycznia 2000 w Cibolo) – amerykański koszykarz, występujący jako silny skrzydłowy, od 8 lipca 2024 zawodnik PGE Spójni Stargard.
Jayden Martinez pochodzący z Teksasu ma 201 cm wzrostu i 24 lat. Ukończył University of North Texas. W latach 2018-2023 występował w NCAA, gdzie wystąpił w 132 meczach. W zespole uczelni New Hampshire w okresie czterech lat zaczynał w pierwszej piątce w 79 spotkaniach, gdzie na początku kariery miał 19 minut, 7,9 punktu i 5,1 zbiórki, a pod koniec grał po prawie 35 minut zdobywając 14,9 punktu. Następnie przeniósł się do drużyny North Texas Mean Green, gdzie w piątym uczelnianym sezonie w pierwszej piątce zagrał tylko w trzech meczach na 35 spotkań, statystycznie grał 16 minut, zdobywał 4,2 punktu oraz 3,2 zbiórki.
Jayden Martinez swój pierwszy zawodowy sezon rozpoczął w Szwecji, gdzie zadebiutował w zespole Koping Stars. Szwedzki zespół w sezonie regularnym wygrał sześć z 32 meczów, zajmując w dziewięciozespołowej lidze ósme miejsce, po czym i awansował do play-offów, przegrywając w pierwszej rundzie 0:3. W szwedzkim w Koping Stars ostatni mecz rozegrał 14 marca 2024, wystąpił w 28 meczach, gdzie 26 spotkań zanotował grę w pierwszej piątce. Statystycznie grał średnio przez prawie 32 minuty i oddawał po 12 rzutów na mecz, zdobywał 14,8 punktu, a "trójek" miał 37/106 (34,9%), 67/94 rzutów wolnych,  8,5 zbiórki, 1,6 asysty, 1,1 przechwytu i 0,9 bloku. Od 4 kwietnia 2024 grał w portorykańskiej drużynie Cangrejeros de Santurce, gdzie ostatni mecz rozegrał w nocy z 1 na 2 lipca polskiego czasu. 

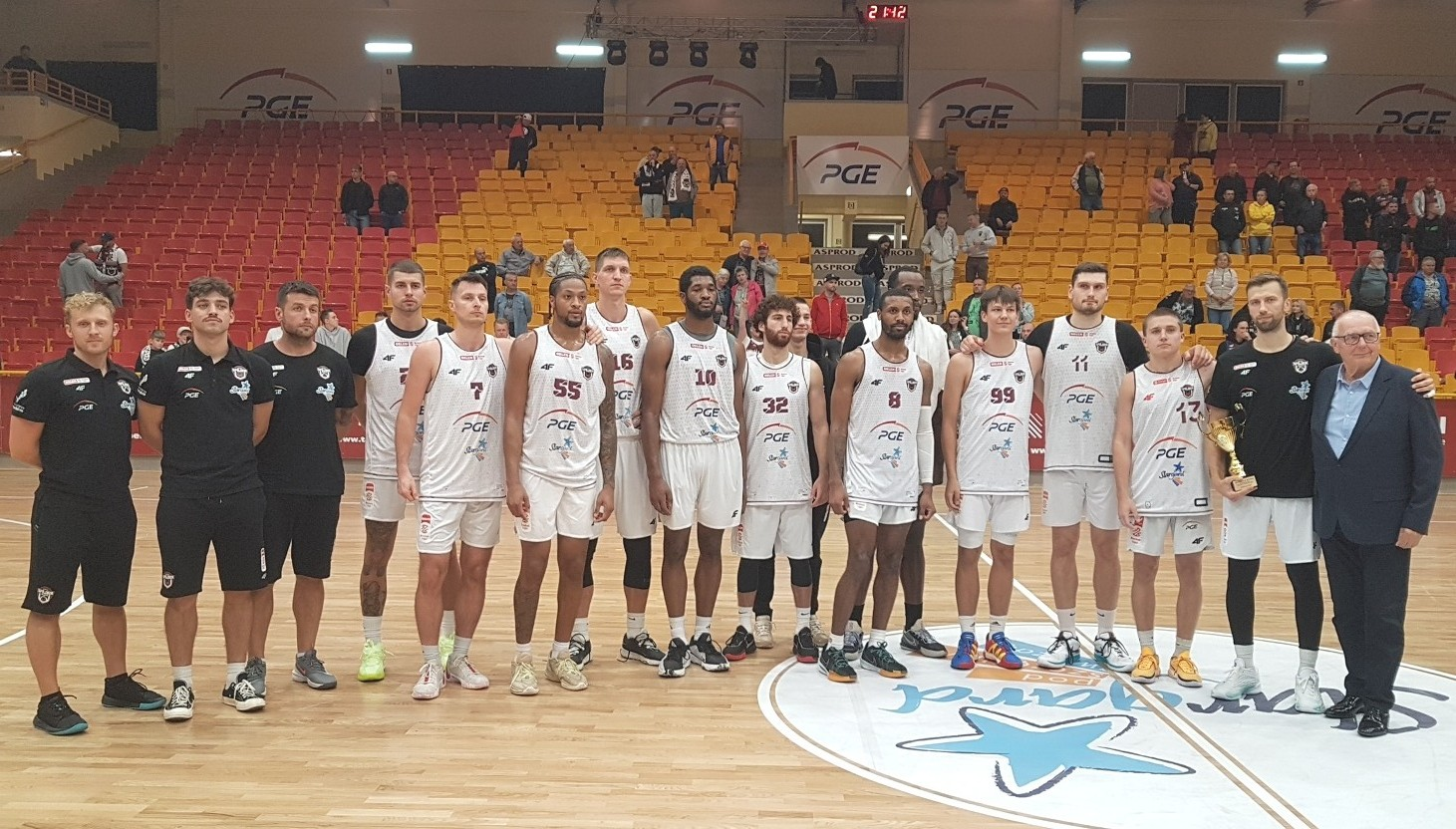
Jayden Martinez (nr 10) w PGE Spójni

Najlepsze spotkanie zagrał 16 kwietnia 2024, gdzie wówczas jego zespół Cangrejeros de Santurce przegrał po dogrywce 108:114 z Indios de Mayaguez.Jayden Martinez w tym spotkaniu zdobył 28 punktów, trafił 10/14 rzutów z gry w tym aż 6/8 za trzy punkty oraz miał dziewięć zbiórek i dwa bloki.
8 lipca 2024 został nowym zawodnikiem PGE Spójni Stargard. W ramach przygotowania do sezonu 2024/2025 rozegrał kilka meczów, w tym grając 12 września 2024  z Kingami Szczecin podczas XII Memoriału Romana Wysockiego, gdzie stargardzka drużyna zajęła drugie miejsce.